# Matthew McConaughey

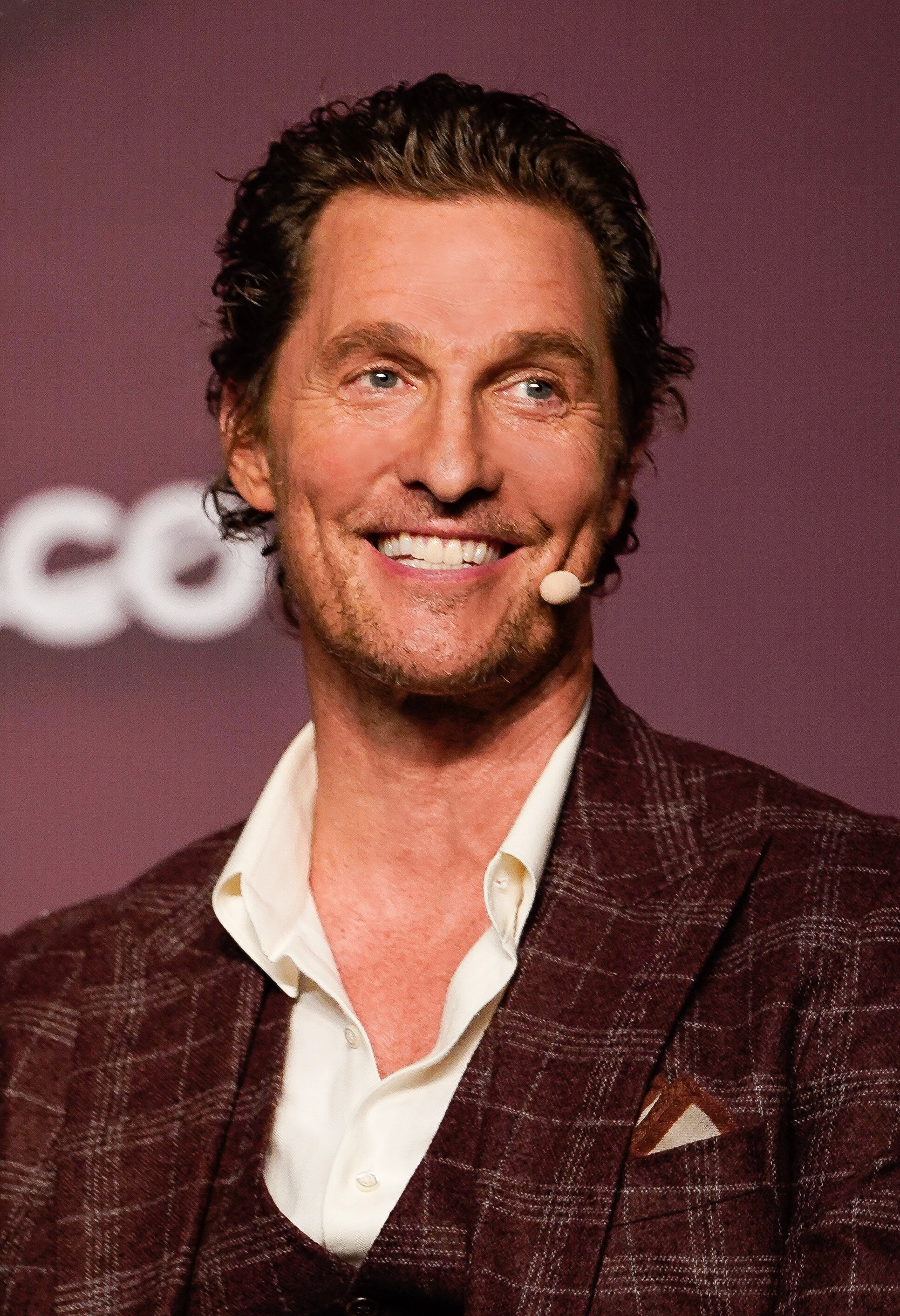
Matthew McConaughey (2019)

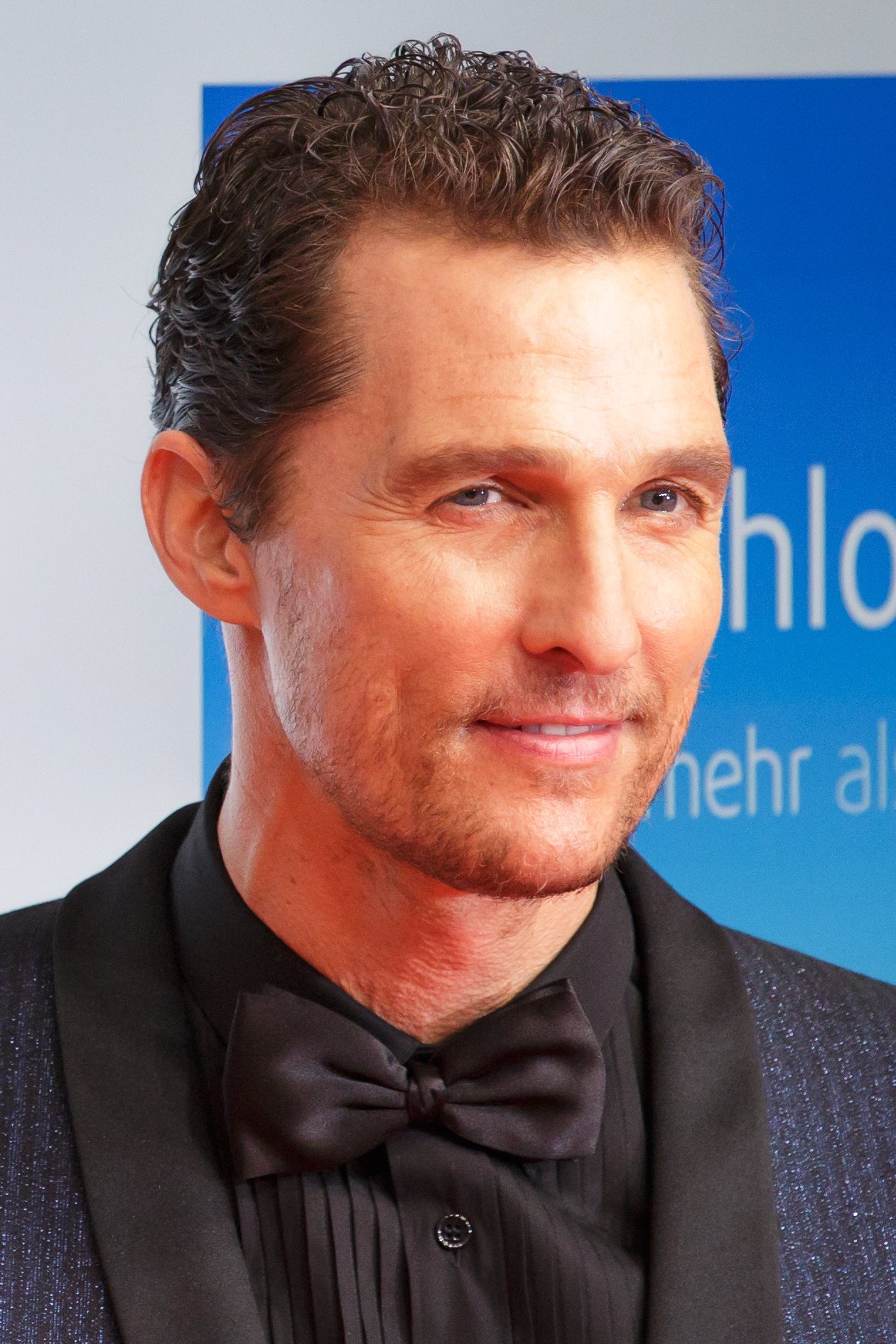
McConaughey bei der Verleihung der Goldenen Kamera 2014

Matthew David McConaughey [ˈmæθjuː məˈkɑnəheɪ̯] (* 4. November 1969 in Uvalde, Texas) ist ein US-amerikanischer Schauspieler. Er erhielt 2014 den Oscar als bester Hauptdarsteller für seine Rolle im Film Dallas Buyers Club.

## Leben
McConaughey wuchs in Longview, Texas, auf. Sein Vater Jim arbeitete in der Ölindustrie und seine Mutter Katherine war Aushilfslehrerin. Er hat zwei ältere Brüder namens Michael und Patrick. An der University of Texas at Austin studierte er Jura und brach dieses Studium ab. Später studierte er an derselben Universität Film und machte 1993 seinen Abschluss.
Bei den Dreharbeiten zu dem Film Die Jury im Jahr 1996 kam McConaughey mit seiner Filmpartnerin Sandra Bullock zusammen, welche die Jurastudentin Ellen Roark spielte. Die Beziehung hielt fünf Jahre.
Seit 2007 ist er mit dem brasilianischen Model Camila Alves liiert. Sie verlobten sich am 25. Dezember 2011 und heirateten im Juni 2012.
2008 kam ein Sohn zur Welt, 2010 eine Tochter und 2012 ein Sohn.
Im Jahr 2019 wurde McConaughey von seiner Alma Mater, der University of Texas, zum Professor im Fachbereich Radio-Television-Film berufen. Bereits seit 2015 gab er an der Universität gemeinsam mit Regisseur Scott Rice „Script-to-Screen“-Kurse, in denen er die Entstehung von Filmen behandelte.
Im Jahr 2020 veröffentlichte er seine Autobiografie Greenlights, die in The New York Times Best Seller list aufgenommen wurde. 2021 erschien die deutsche Ausgabe.
Im Mai 2021 verdichteten sich Gerüchte, dass McConaughey die Absicht habe, für das Amt des Gouverneurs von Texas zu kandidieren. Ende November 2021 gab er bekannt, nicht zu kandidieren.
McConaughey ist Mitbesitzer des Major League Soccer Teams Austin FC.

## Schauspielerische Karriere
McConaughey spielte zu Beginn seiner Karriere in Werbespots mit und hatte seine erste kleinere Rolle in dem Film Confusion – Sommer der Ausgeflippten. Nach mehreren kleineren Auftritten in Texas Chainsaw Massacre – Die Rückkehr, Kaffee, Milch und Zucker und Lone Star hatte McConaughey seinen großen Durchbruch als Rechtsanwalt Jake Brigance in dem Film Die Jury, der auf dem gleichnamigen Roman von John Grisham basiert.
McConaughey gewann 1997 einen MTV Movie Award für die beste schauspielerische Leistung in Die Jury. Er wurde außerdem bereits zwei Mal für den Blockbuster Entertainment Award nominiert. Der Erfolg mit Die Jury brachte ihm Engagements in Filmen wie Contact, Amistad, Die Newton Boys, EDtv und U-571. Der Versuch, sich auch für ernsthafte Rollen als A-List-Hauptdarsteller zu etablieren, scheiterte zunächst.
In der Folge war er seit dem Jahr 2000 vermehrt in Romantikkomödien zu sehen, unter anderem in Wedding Planner – Verliebt, verlobt, verplant und Wie werde ich ihn los – in 10 Tagen?. Im Jahr 2005 wurde er vom People Magazine zum Sexiest Man Alive gewählt.
Er blieb für mehrere Jahre auf den Charakter des aalglatten Schönlings festgelegt. Um diesem Typecasting zu entgehen, lehnte er zahlreiche Rollen in Romantischen Komödien ab und legte ab 2009 eine zweijährige Schaffenspause ein.
2011 übernahm McConaughey dann in Brad Furmans Der Mandant die Rolle des Anwalts Mick Haller, für die er viel Lob von Seiten der Kritiker erhielt. Danach folgten Rollen in William Friedkins brutalem Kriminalthriller Killer Joe, Lee Daniels’ Thriller The Paperboy, Jeff Nichols’ Drama Mud und Steven Soderberghs Stripper-Film Magic Mike.
Für seine Darstellung des mit HIV infizierten und dann an AIDS erkrankten Elektrikers Ron Woodroof in Vallées Dallas Buyers Club (2013) wurde Matthew McConaughey bei der Oscarverleihung 2014 in der Kategorie Bester Hauptdarsteller und bei den Golden Globe Awards 2014 in der Kategorie Bester Hauptdarsteller – Drama ausgezeichnet. Für diese Rolle hatte der Schauspieler innerhalb von vier Monaten 21 kg an Körpergewicht abgenommen.
Ebenfalls im Jahr 2013 wirkte er in The Wolf of Wall Street mit. 2014 übernahm er die Hauptrolle des Rust Cohle in der Fernsehserie True Detective. In Christopher Nolans Science-Fiction-Film Interstellar spielte er im selben Jahr abermals in der Hauptrolle den Astronauten Cooper.

Matthew McConaughey wird in der deutschen Synchronisation seiner Film- und Serienauftritte meistens von Benjamin Völz gesprochen.

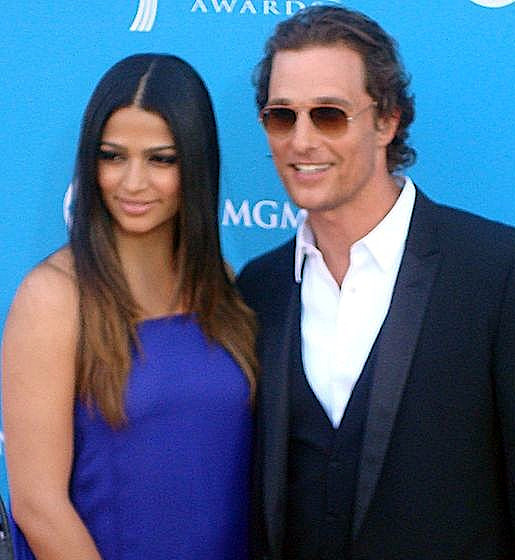
Matthew McConaughey mit seiner Ehefrau Camila Alves (2010)

## Filmografie (Auswahl)
- 1993: Confusion – Sommer der Ausgeflippten (Dazed and Confused)
- 1993: Mein Freund, der Zombie (My Boyfriend's Back)
- 1994: Angels – Engel gibt es wirklich! (Angels in the Outfield)
- 1995: Kaffee, Milch und Zucker (Boys on the Side)
- 1995: Texas Chainsaw Massacre – Die Rückkehr (Texas Chainsaw Massacre: The Next Generation)
- 1995: Glory Daze – Es lebe die Uni (Glory Daze)
- 1996: Die Jury (A Time to Kill)
- 1996: Lone Star
- 1996: Die dicke Vera (Larger Than Life)
- 1997: Contact
- 1997: Amistad
- 1998: Die Newton Boys (The Newton Boys)
- 1999: EDtv
- 2000: U-571
- 2000: Sex and the City (Episode 3x13)
- 2001: Wedding Planner – Verliebt, verlobt, verplant (The Wedding Planner)
- 2001: Dämonisch (Frailty)
- 2001: Thirteen Conversations About One Thing
- 2002: Die Herrschaft des Feuers (Reign of Fire)
- 2003: Wie werde ich ihn los – in 10 Tagen? (How to Lose a Guy in 10 Days)
- 2003: Tiptoes
- 2004: Paparazzi
- 2005: Sahara – Abenteuer in der Wüste (Sahara)
- 2005: Das schnelle Geld (Two for the Money)
- 2006: Zum Ausziehen verführt (Failure to Launch)
- 2006: Sie waren Helden (We Are Marshall)
- 2008: Ein Schatz zum Verlieben (Fool’s Gold)
- 2008: Tropic Thunder
- 2008: Surfer, Dude
- 2009: Der Womanizer – Die Nacht der Ex-Freundinnen (Ghost of Girlfriends Past)
- 2011: Der Mandant (The Lincoln Lawyer)
- 2011: Killer Joe
- 2011: Bernie – Leichen pflastern seinen Weg (Bernie)
- 2010–2012: Eastbound & Down (Fernsehserie, 3 Episoden)
- 2012: The Paperboy
- 2012: Mud – Kein Ausweg (Mud)
- 2012: Magic Mike
- 2013: Dallas Buyers Club
- 2013: The Wolf of Wall Street
- 2014: True Detective (Fernsehserie, Episoden 1x01–1x08)
- 2014: Interstellar
- 2015: The Sea of Trees
- 2016: Free State of Jones
- 2016: Kubo – Der tapfere Samurai (Kubo and the Two Strings, Stimme)
- 2016: Sing (Stimme)
- 2016: Gold – Gier hat eine neue Farbe (Gold)
- 2017: Der Dunkle Turm (The Dark Tower)
- 2018: White Boy Rick
- 2019: Im Netz der Versuchung (Serenity)
- 2019: Beach Bum (The Beach Bum)
- 2019: Zwischen zwei Farnen: Der Film (Between Two Ferns: The Movie)
- 2019: The Gentlemen
- 2021: Sing – Die Show deines Lebens (Sing 2, Stimme)
- 2024: Deadpool & Wolverine
- 2024: Sing: Thriller (Stimme)
- 2025: The Rivals of Amziah King

## Auszeichnungen
- 1997: MTV Movie Award für Die Jury (Bester Nachwuchsdarsteller)
- 1997: Lone Star Film & Television Award (Spezialpreis – Bester Nachwuchsdarsteller)
- 2003: Florida Film Critics Circle Award für Thirteen Conversations About One Thing (Bestes Schauspielensemble)
- 2005: Sexiest Man Alive
- 2006: People’s Choice Award (Bester Actionstar)
- 2012: Gotham Award für Bernie (Bestes Schauspielensemble – gemeinsam mit Shirley MacLaine und Jack Black)
- 2012: New York Film Critics Circle Award für Bernie und Magic Mike (Bester Nebendarsteller)
- 2014: Golden Globe Award für Dallas Buyers Club (Bester Hauptdarsteller – Drama)
- 2014: Critics’ Choice Movie Award für Dallas Buyers Club (Bester Hauptdarsteller)
- 2014: Goldene Kamera (Bester Schauspieler International)
- 2014: Oscar: Bester Hauptdarsteller, für Dallas Buyers Club
- 2014: Emmy-Nominierung für True Detective (Bester Hauptdarsteller in einer Dramaserie)
- 2014: Stern Nr. 2534 auf dem Hollywood Walk of Fame
- 2015: Golden-Globe-Award-Nominierung für True Detective (Bester Hauptdarsteller – Mini-Serie oder TV-Film)
- 2020: Goldene-Himbeere-Nominierung für Im Netz der Versuchung (Schlechtester Schauspieler)

## Publikationen
- Greenlights. Crown, New York 2020, ISBN 978-0-593-13913-4
  - Greenlights oder die Kunst, bergab zu rennen. Ullstein, Berlin 2021, ISBN 978-3-550-20170-7